# 魏凤楼
魏凤楼（1896年—1978年2月3日），河南省西华县县城东南八里的卫营村人。八路军高级干部。

## 生平
生于雇农家庭，无房无地。祖父逃荒死在外乡。父亲卫永章在西华县城盐店街给一个张姓财主做厨工，母亲给这家财主当佣人，全家住在一间磨房里。
1913年冯玉祥部在郾城一带招兵，投军后在廊坊练兵。1917年末，部队打张勋进到南京浦口时，被提升为副班长。提拔为警卫班长、排长。在陕西冯玉祥部编成第十一师，冯玉祥为师长，魏调到卫队任连长。1924年，第二次直奉战争时任营长。1924年晋升任西北边防督办公署手枪团团长。
抗战胜利时，被国府收编为张岚峰的新编第三路军任命魏为第56师师长，发展至3个团、1个独立营，约3800人，驻淮阳县西北部的柳林镇，在淮阳、太康、西华一带招兵买马。在冀鲁豫军区、水东十二地委和淮太西县委做工作下准备起义。起义之前，魏凤楼向中共冀鲁豫军区党委提出：“起义之后，请求党组织恢复我的党籍。”1945年8月1日，中共冀鲁豫军区党委派敌工部副部长魏克仁到魏凤宣布：“经中央批准，恢复魏凤楼同志的党籍。”杨春芙亲自带八路军一个连，把魏部的军官家属全部带到抗日根据地。1945年8月20日，新编第三路军第五十六师师长魏凤楼率部近4000人在淮阳县西北25里柳林起义，由柳林向东夏亭进发，改编为八路军冀鲁豫军区豫东抗日游击第一纵队，辖3个团。纵队司令员魏凤楼，纵队政治部主任魏克仁，第一团政委苗九瑞。队伍到濮阳去整训。魏凤楼到邯郸见了晋冀鲁豫大区领导刘伯承、邓小平、薄一波等。1946年1月7日，张岚峰的新编第三路军第五十六师副师长王继贤率部4000余人起义，与魏的豫东抗日游击第一纵队合编，王继贤任纵队司令员。魏凤楼率部到东明于1946年5月23日歼灭了伪军杜淑部三千人，又到嘉祥县里镇压了会道门叛乱，配合晋冀鲁豫军区第七纵队打下砀山，打退了嫡系主力第五军，又到曹州休整。
1946年12月组建八路军豫皖苏军区任副司令员，带豫东纵队（2个小团）南下开辟豫皖苏边区第二军分区。为开辟沙河以北，豫东抗日游击第一纵队改编为豫皖苏军区第二分区，魏凤楼兼任第二军分区司令员。配合豫皖苏军区独立旅在周口北寨全歼了交警第七总队。第二军分区逐步发展为三个大团，加上鹿邑、柘城、淮阳、界首、白马驿几个县支队，亳县、太和、沈丘、项城、太康、西华、扶沟的县大队等地方武装，总兵力17000多人。1947年7月因伤口复发，王继贤继任第二军分区司令员，魏随李先念到陇海路北，到石家庄和平医院治伤，在那里见到了华北局书记薄一波。伤愈出院，薄一波让魏到华北军区所在地平山县，见华北军区参谋长滕代远，分配魏凤楼到华北局党校的地委以上的干部班学习半年。1949年1月被分配到北平市军管会，在叶剑英领导下任军政物资接管部副部长，6个月后工作结束。主动要求搞农业，1949年底任河北省芦台农场场长。1950年底任华南垦植局机械处处长。垦殖局长是叶剑英兼任。被定为行政十级。工作一年多后，因患高血压，肢体麻木，1952年初回到北京，基本上就没再工作。后任河南省政协常委。1978年2月3日在郑州病逝。